# Наварський Степан Корнійович
Наварський Степан Корнійович (справжнє ім'я Василь Еленюк, 1901, с. Тростянець Снятинського повіту (Галичина) — 1937) — діяч комуністичного руху в Західній Україні, письменник, перекладач.

## Біографія
Народився на Снятинщині. Навчався у Вижницькій гімназії, потім у Станіславській українській гімназії.
Член революційного комітету у Тростянці (1920). З 1923  був членом КПЗУ. 1925 прибув до УРСР як політемігрант, делегат II з‘їзду КПЗУ.
Закінчив юридичний факультет Одеського університету. Був членом одеської філії письменницької організації «Західна Україна». Потім переїхав до Харкова. Працював на різних посадах, зокрема, був співробітником Наркомату закордонних справ, редакції часопису «Вісті», диктором радіо.
Друкувався у часописах «Західна Україна», «Металеві дні» (Одеса), «Вікна» (Львів, 1932), «Комсомолець України» (1929). Був знавцем кількох європейських мов і займався перекладом під псевдонімом Степан Наварський.
Автор спогадів про Заболотівську першотравневу демонстрацію 1924, які надіслав до часопису «Українські щоденні вісті» (Нью-Йорк, 1924).
Заарештований у справі УВО. За неперевіреними даними розстріляний у 1937.

## Джерело
- Українська гімназія № 1 [Архівовано 12 серпня 2014 у Wayback Machine.]
- Архів Розстріляного Відродження: матеріали архівно-слідчих справ українських письменників 1920—1930-х років / Упоряд., перед., прим. та комен. О. й Л. Ушкалових. — К.: Смолоскип, 2010. — 456 с.